# Фицалан-Говард, Генри Майлз, граф Арундел
Генри Майлз Фицалан-Говард, граф Арундел, также известный как Генри Арундел (род. 3 декабря 1987 года) — британский аристократ, бизнесмен и бывший автогонщик. Он является очевидным наследником герцогства Норфолк, а его родовое поместье — замок Арундел. Он был известен как лорд Мальтраверс с рождения, пока его отец не унаследовал герцогство в 2002 году, после чего он стал известен под титулом учтивости — граф Арундел. Почётный королевский паж с 1999 по 2002 год.

## Жизнь и карьера
Родился 3 декабря 1987 года в Лондоне. Старший сын Эдварда Фицалана-Говарда, 18-го герцога Норфолка (род. 1956), и его жены Джорджины Гор (род. 1962). С 2007 по 2010 год он учился в Бристольском университете и окончил его со степенью бакалавра наук с отличием в области экономики.
В период с 2010 по 2019 год он работал в различных отделах прямых инвестиций и корпоративных финансов в Лондоне в NM Rothschild, Evercore Partners, а затем в отделе прямых инвестиций Inflexion. В 2019 году он стал соучредителем страховой группы Noble, в которой он занимает должность управляющего директора.
Другие интересы лорда Арундела включают катание на лыжах, пешие походы и альпинизм.

## Гонщик
В 2006 году под именем Генри Арундел он участвовал в чемпионате Великобритании по формуле BMW, выступал за Fortec Motorsport и выиграл Кубок новичка. В апреле 2007 года он был избран в Ассоциацию автоспорта Race Elite Scheme, наряду с пятью другими гонщиками различных британских серий. Он оставался в команде Fortec Motorsport во время сезона 2007 года Формулы BMW в Великобритании и занял третье место в общем зачете.
В 2008 году он выступал за команду Räikkönen Robertson Racing в чемпионате Великобритании по Формуле-3. Он набрал 21 очко и занял 15-е место в турнирной таблице. Он выступал за Carlin Motorsport во время британского сезона Формулы-3 2009 года. Он набрал 90 очков и занял 9-е место в турнирной таблице.

## Брак и семья
Он женился на Сесилии Мэри Элизабет деи Конти Колачиччи (род. 1988) в кафедральном соборе Арундела 16 июля 2016 года. У них есть три дочери, леди Флора Мэри Изабелла Фицалан-Говард (родилась 10 ноября 2018 года), леди Элиза Рэйчел Мари Фицалан-Говард (родилась 12 мая 2020 года) и леди Серена Елена Роуз Фицалан-Говард (родилась 7 июня 2023).
Сесилия — дочь Уильяма Колачикки (сын Мэри Хелен Реншоу и Павла Эдвард Колачикки, который был внуком Одоардо Колачикки, дворянина из Ананьи, ставшего папским графом в 1928 году) и Элизабет Клэр Вивьен Клаттербаком (дочь Ричарда Грея Клаттербаком из Роуингтона, и Джиллиан Маргарет Хардинг из Олд-Спрингс, Стаффордшир). Одоардо Колачиччи женился на Элизабет Изабелле Бойз, сестре Дункана Гордона Бойза.

## См.также
- Фицаланы-Говарды